# Momordica
Momordica é um género botânico pertencente à família Cucurbitaceae conhecido popularmente como melãozinho ou melão-de-são-caetano.

## Etimologia
Seu nome popular, melão-de-são-caetano, deve-se aos escravos que se estabeleceram na região das minas auríferas e plantaram ao redor de uma capelinha em Mariana (Estado de Minas Gerais). O padroeiro da capela era S. Caetano e os frutos parecidos com melão, daí o nome.

## Descrição
É uma planta de origem asiática, mas trazida da África para a Américas pelos escravos. É um cipó herbáceo muito comum em cercas e entulhos de terrenos abandonados. Seu fruto cor de ouro com protuberâncias moles na superfície se abre espontaneamente em três partes, quando maduro, mostrando suas sementes vermelhas comestíveis de grande beleza e paladar suave, muito apreciado pelas crianças. A infusão dos frutos maduros é boa para curar hemorroidas.
As folhas dessa planta eram usadas pelas lavadeiras para clarear a roupa. Os escravos usavam o seu chá em banhos para facilitar o parto e para baixar febres.
No Brasil, os frutos são consumidos principalmente pela comunidade nipo-brasileira. São colhidos e vendidos verdes em feiras livres na cidade de São Paulo, sobretudo onde se concentram essa comunidade. Podem ser consumidos também em alguns restaurantes japoneses mais tradicionais. 
São popularmente conhecidos entre eles como nigauri, nigagori ou goya, sendo essa última denominação utilizada pelos descendentes provindos da província de Okinawa, onde consome-se muito esse fruto.

## Plantio
O plantio do melão poderá ser feito em vasos de cinco litros ou jardineiras, sendo pouco suscetível a pragas. Após o plantio da semente, a germinação ocorrerá por volta de cino ou seis dias, devendo-se incluir estacas por volta dos 20 dias, já que se trata de uma planta trepadeira.
De 40 a 50 dias inicia-se a floração, estando o fruto bastante desenvolvido após dez dias da polinização.

## Espécies
| - Momordica angolensis R.Fernandes - Momordica angustisepala Harms - Momordica anigosantha Hook.f. - Momordica balsamina L. - Momordica boivinii Baill. - Momordica cabrae (Cogn.) C.Jeffrey - Momordica calantha Gilg - Momordica camerounensis Keraudren - Momordica charantia L. - Momordica cissoides Planch. ex Benth. - Momordica clarkeana King - Momordica cochinchinensis (Lour.) Spreng. - Momordica corymbifera Hook.f. - Momordica cymbalaria Hook.f. - Momordica denticulata Miq. - Momordica denudata C.B.Clarke - Momordica dioica Roxb. ex Willd. - Momordica enneaphylla Cogn. - Momordica foetida Schumach. - Momordica glabra Zimmerman - Momordica henriquesii Cogn. | - Momordica involucrata E.Mey. - Momordica jeffreyana Keraudren - Momordica laotica Gagnep. - Momordica leiocarpa Gilg - Momordica littorea Thulin - Momordica macrophylla Gage - Momordica mannii Hook.f. - Momordica mossambica H.Schaef. - Momordica multiflora Hook.f. - Momordica obtusisepala Keraudren - Momordica parvifolia Cogn. - Momordica peteri A.Zimm. - Momordica pterocarpa Hochst. - Momordica repens Bremek. - Momordica rostrata A.Zimm. - Momordica sessilifolia Cogn. - Momordica silvatica Jongkind - Momordica suringarii Cogn. - Momordica trifoliolata Hook.f. - Momordica welwitschii Hook.f. |

## Classificação do gênero
| Sistema | Classificação                     | Referência               |
| ------- | --------------------------------- | ------------------------ |
| Linné   | Classe Monoecia, ordem Syngenesia | Species plantarum (1753) |